# Anne Hidalgo
Pour les articles homonymes, voir Hidalgo.
Anne Hidalgo  , née Ana María Hidalgo Aleu le 19 juin 1959 à San Fernando (Espagne), est une femme politique française possédant également la nationalité espagnole.
Membre du Parti socialiste, elle est première adjointe au maire de Paris de 2001 à 2014 et conseillère régionale d'Île-de-France de 2004 à 2014. À l'issue des élections municipales de 2014, elle devient la première femme maire de Paris. Elle est réélue aux élections municipales de 2020 et a déclaré ne pas vouloir briguer un troisième mandat.
Candidate du Parti socialiste à l'élection présidentielle de 2022, elle n'obtient que 1,74 % des suffrages, soit le score le plus bas obtenu lors d'un scrutin présidentiel par son parti depuis sa création.

## Biographie

### Origines et enfance
Son père, Antonio Hidalgo, est ouvrier électricien syndicaliste ; sa mère, María, est couturière,. Ils émigrent en France au printemps 1962 avec leurs deux filles, Ana, 2 ans, et Maria, 4 ans. Anne Hidalgo grandit à Vaise, un quartier de Lyon.
Elle est naturalisée française avec ses parents le 25 juillet 1973, à l'âge de 14 ans. Elle reprend en 2003 la nationalité espagnole et a depuis la double nationalité franco-espagnole,. Elle parle couramment espagnol.
Depuis, ses parents sont retournés en Espagne[Quand ?] tandis que sa sœur aînée, Mary, est entraîneuse de football.

### Formation
Anne Hidalgo est titulaire d'une maîtrise de sciences sociales du travail, obtenue à l'université Jean-Moulin-Lyon-III et d'un DEA de droit social et syndical à l'université Paris X Nanterre. En 1982, elle fait partie des rares femmes reçues au concours national de l'inspection du travail.

### Vie familiale
Mariée une première fois en 1979 à un camarade d'université, Philippe Jantet (d), Anne Hidalgo est mère d'un fils et une fille nés de cette réunion,.
Depuis juin 2004, elle est mariée au polytechnicien et homme politique Jean-Marc Germain, qu'elle avait rencontré quand tous deux travaillaient dans le cabinet de Martine Aubry, alors ministre du Travail. Ils ont ensemble un fils.

## Carrière

### Inspectrice du travail
En 1984, elle est nommée inspectrice du travail à Chevilly-Larue.
Elle intègre en 1993 la délégation à la formation professionnelle au ministère du Travail puis est chargée d'une mission au Bureau international du travail à Genève entre 1995 et 1996. Elle est ensuite, durant une année, chargée de mission auprès du directeur des ressources humaines de la Compagnie générale des eaux.
Depuis le 1er juillet 2011, Anne Hidalgo est en retraite de son poste de directrice du travail, à l’âge de 52 ans.

### Membre de cabinets ministériels
Anne Hidalgo prend sa carte au Parti socialiste (PS) en 1994. Entre 1997 et 2002, elle travaille dans trois cabinets ministériels au sein du gouvernement Lionel Jospin. D'abord à celui de Martine Aubry au ministère de l'Emploi et de la Solidarité en tant que conseillère technique, puis auprès de Nicole Péry, secrétaire d'État aux Droits des femmes et à la Formation professionnelle, de 1998 à 2000, comme conseillère technique puis conseillère au cabinet, participant, notamment, à l'élaboration des lois sur la parité et l'égalité professionnelle entre femmes et hommes. De novembre 2000 à mai 2002, elle est conseillère technique puis chargée de mission, chargée des relations sociales et du statut des fonctionnaires, au cabinet de Marylise Lebranchu, ministre de la Justice.

### Première adjointe au maire de Paris

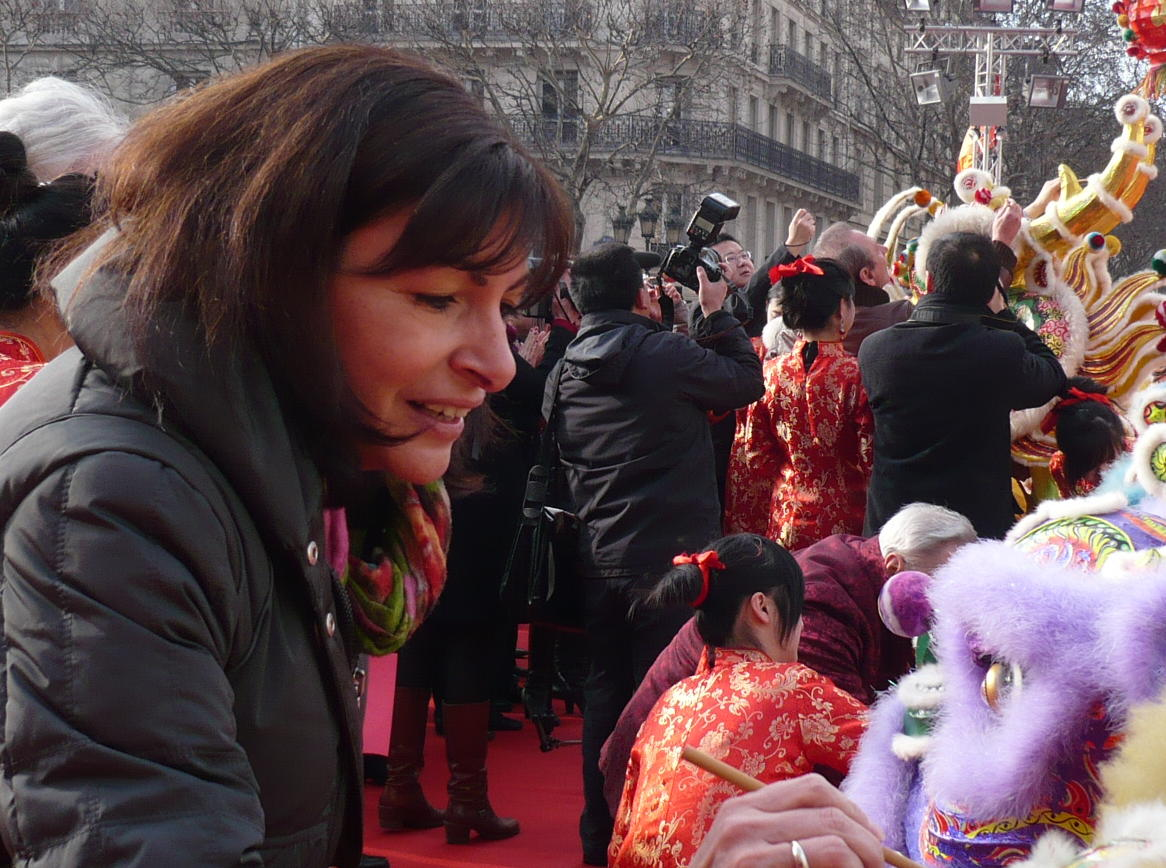
Anne Hidalgo en 2010, sur la place de l'Hôtel-de-Ville de Paris.

Aux élections municipales de 2001 à Paris, elle conduit la liste du Parti socialiste dans le 15e arrondissement de Paris, qui obtient 26,5 % des voix au premier tour, se qualifiant pour le second tour, derrière la liste d'Édouard Balladur et du maire sortant, René Galy-Dejean. Élue conseillère d'arrondissement dans le 15e arrondissement, elle entre également au Conseil de Paris, où la gauche est désormais majoritaire.
Le nouveau maire de Paris, Bertrand Delanoë, souhaitant appliquer la parité au sein de son administration et parmi ses adjoints, la nomme première adjointe chargée de l'égalité femme/homme et du bureau des temps. Proche de François Hollande, elle obtient ainsi son premier mandat électif. Le 5 octobre 2002, au cours de la première soirée « Nuit blanche », le maire de Paris est poignardé par un déséquilibré qui déclare aux policiers qu'il n'aime « ni les hommes politiques ni les homosexuels ». La blessure impose une convalescence de plusieurs mois, durant lesquels Anne Hidalgo, première adjointe, le remplace dans ses fonctions,. Elle confie dans le même temps envisager une candidature à la mairie de Toulouse en 2008.
En juin 2002, candidate aux élections législatives dans la 12e circonscription de Paris, elle recueille 29,6 % des voix au premier tour contre 54,2 % des voix pour le député sortant Édouard Balladur, qui est donc réélu dès ce premier tour.
Lors des élections municipales des 9 et 16 mars 2008, la liste de rassemblement (PS-PCF-PRG-MRC) qu'elle conduit dans le 15e arrondissement de Paris arrive en tête au premier tour avec 35,9 % des suffrages (soit 28 313 voix) contre une droite fortement divisée, 33,9 % à la liste UMP de Philippe Goujon et 10,1 % à celle de Gérard d'Aboville (DVD). Au second tour, sa liste obtient 47,35 % des voix contre 52,65 % obtenus par Philippe Goujon, dont la liste a fusionné avec celle de Gérard d'Aboville. Anne Hidalgo reste donc première adjointe au maire, Bertrand Delanoë. Elle est alors chargée de l'urbanisme et de l'architecture et préside le conseil d'administration de l'Atelier parisien d'urbanisme.

### Conseillère régionale d'Île-de-France

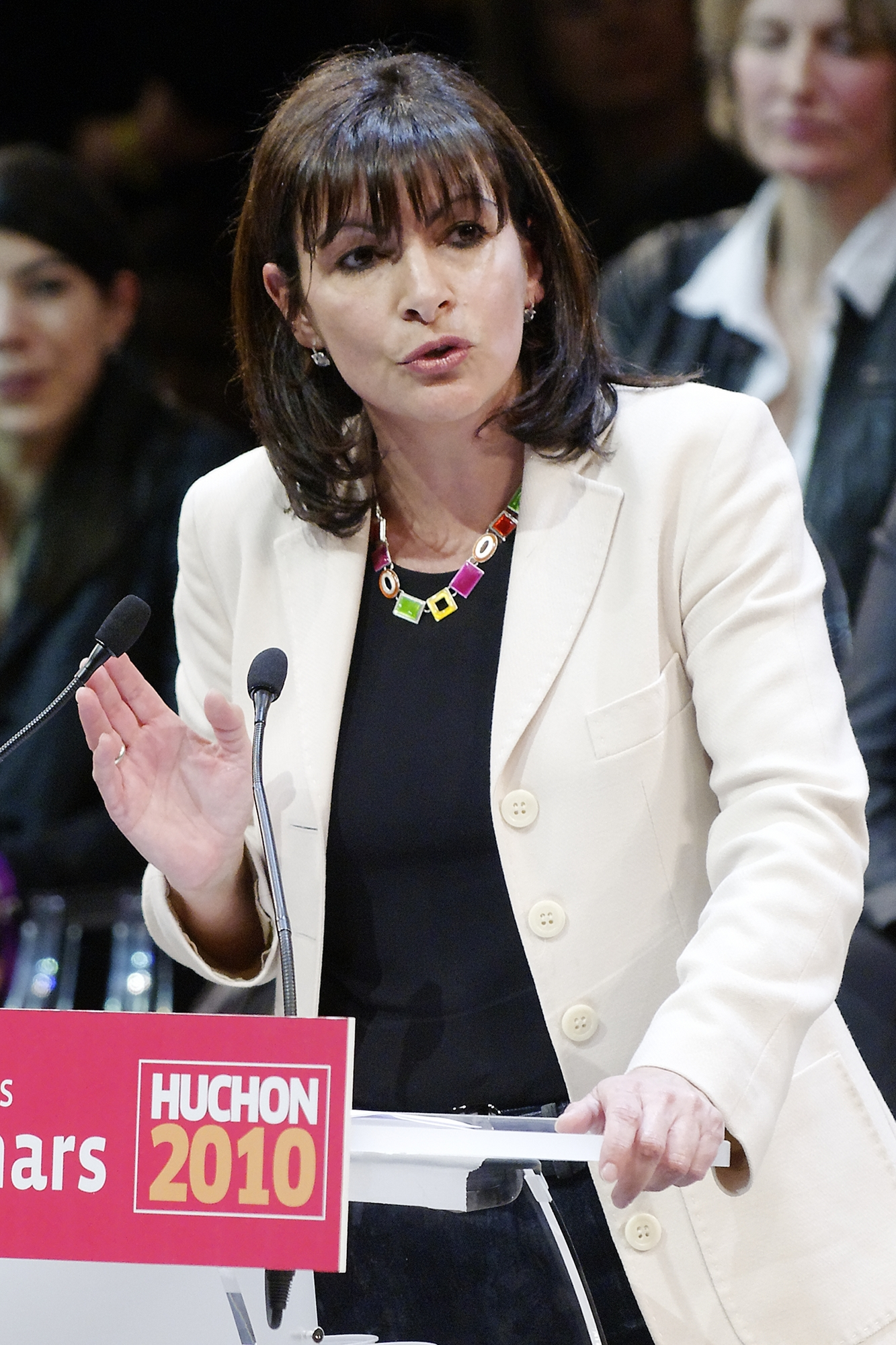
Anne Hidalgo en meeting à Paris lors des élections régionales françaises de 2010.

À l'issue des élections régionales de 2004, elle est élue au conseil régional d'Île-de-France après avoir été tête de liste pour Paris sur la liste conduite au niveau régional par Jean-Paul Huchon.
Aux élections régionales de 2010, la liste du PS qu'elle conduit à Paris arrive en deuxième position du premier tour, avec 26,3 % des voix, derrière la liste de droite conduite par Chantal Jouanno (28,9 %) et devant la liste Europe Écologie de Robert Lion (20,6 %). Au second tour, sa liste arrive en tête avec 57,9 % des suffrages exprimés, l'emportant dans le 1er arrondissement et le 5e arrondissement, deux bastions traditionnels de la droite. Réélue conseillère régionale, elle intègre la commission de la culture et devient présidente de l'organisme Île-de-France Europe, qui assure la représentation de la région à Bruxelles.
Après son élection à la mairie de Paris, elle démissionne du conseil régional.

### Élection à la mairie de Paris en 2014
Anne Hidalgo annonce en 2012 son intention de briguer la succession de Bertrand Delanoë aux élections municipales de 2014 à Paris. Seule candidate de son parti après le retrait de Jean-Marie Le Guen, Anne Hidalgo est désignée le 22 mai 2013 pour diriger la campagne municipale, avec 98,3 % des voix de 2 715 militants socialistes parisiens. Elle nomme Pascal Cherki porte-parole de sa campagne, secondé par Bruno Julliard, Rémi Féraud (également codirecteur de campagne avec Jean-Louis Missika), Ian Brossat (après l'accord PS-PCF), Colombe Brossel, Seybah Dagoma et Myriam El Khomri. Le 10 octobre 2013, elle est reconduite comme tête de liste PS dans le 15e arrondissement.
Le 30 mars 2014, à l'issue du second tour des municipales de Paris, les listes qu'elle conduit remportent la majorité au Conseil de Paris contre celles de Nathalie Kosciusko-Morizet. Dans le 15e arrondissement, sa liste est battue par celle de Philippe Goujon (UMP), qui obtient 63,4 % des voix au second tour. Pour la première fois, un candidat accède ainsi à la mairie de Paris sans être majoritaire dans son arrondissement. Le 5 avril 2014, elle est élue maire par le Conseil de Paris, devenant ainsi la première femme à occuper ce poste. Conformément au statut particulier de Paris, ville-département, en tant que maire de Paris, elle exerce les fonctions de présidente du conseil départemental, et l'une des dix femmes (sur cent un) à exercer cette fonction.

### Maire de Paris

#### Politique fiscale et budgétaire

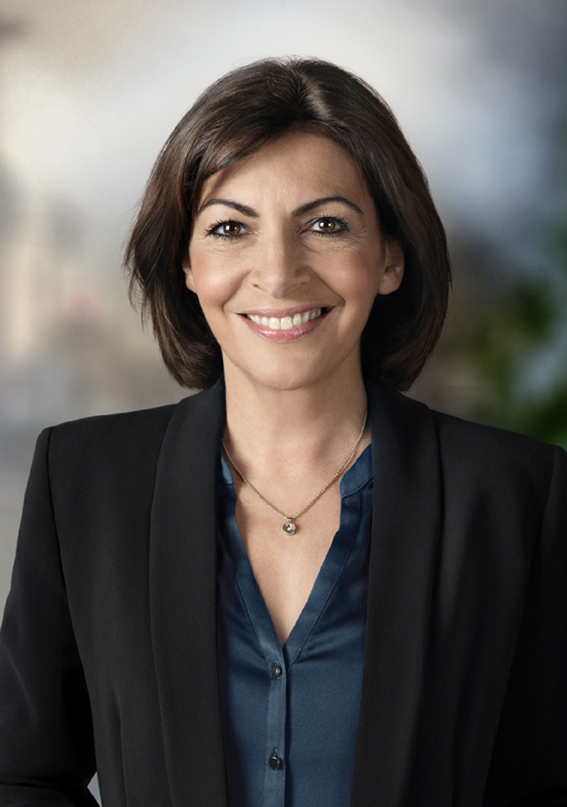
Portrait d'Anne Hidalgo pour la campagne municipale de 2014.

Pendant le mandat d'Anne Hidalgo, l'endettement de la ville de Paris continue de progresser. De 2014 à 2021, le montant cumulé de la dette passe de 3,4 à 7,7 milliards d'euros, soit une augmentation de 110 %. La Ville conteste néanmoins le montant de 7,71 milliards d’euros du ministère de l'Économie et des Finances en opposant le chiffre de 6,62 milliards d’euros, qui apparaît dans les comptes administratifs de la mairie. Ce décalage d’un milliard d’euros s’explique par une astuce comptable, la Ville exigeant des offices HLM le versement de loyers avec trente ans d’avance.
L'agence Fitch rétrograde la notation financière de la Ville à AA- en avril 2021, tandis que Standard & Poor's la maintient à AA en 2020 mais en faisant passer les perspectives de stables à négatives.
Alors que le JLL City Research Center, agence mondiale de conseil en immobilier d'entreprise, estime en 2017 que Paris est la troisième métropole la mieux gérée au monde, grâce à « la mise en œuvre d’un des programmes d’infrastructures les plus ambitieux », la Cour des comptes française dénonce les artifices comptables de la mairie de Paris. Elle pointe du doigt en particulier des aménagements de la comptabilité publique qui évitent à la mairie de comptabiliser en propre la dotation d'amortissement. Malgré cela, la mairie réitère l'opération.
Afin de remettre les comptes de la mairie de Paris à l'équilibre, elle décide de relever de 20 % la surtaxe d'habitation sur les résidences secondaires et autres biens meublés non loués. La Mairie propose à nouveau en octobre de relever ce taux d'imposition, puis de la quintupler en 2017. Elle augmente également les tarifs de stationnement de 180 % en janvier 2015 qui étaient alors particulièrement bas. La majoration les droits de mutation sur les ventes immobilières de 3,8 % à 4,5 % au 1er janvier 2016 permet de compenser la hausse du RSA prévu par le gouvernement, sans compensation directe, qui incombe aux collectivités. Enfin, elle réduit les abattements sur les résidences secondaires.
Pour alléger les structures administratives, elle annonce vouloir fusionner commune et département de Paris, et regrouper les quatre arrondissements centraux de la ville. Ces propositions se concrétisent avec la « loi relative au statut de Paris et à l'aménagement métropolitain » promulguée le 28 février 2017.
Lors des élections municipales de 2014, Anne Hidalgo promet de créer un budget participatif consacré à l'investissement dans des projets qui seraient directement conçus, décidés et votés par les Parisiens. En 2016, 100 millions d'euros y sont affectés. La capitale détient ainsi le record mondial de budget participatif. Néanmoins, des critiques s'élèvent concernant les mécanismes de sélection des projets votés, ainsi que les chiffrages annoncés.
En novembre 2022, revenant sur sa promesse de campagne des municipales de 2020 de ne pas toucher aux impôts locaux, elle annonce vouloir proposer de faire passer le taux de la taxe foncière de 13,5 % à 20,5 % en 2023, soit une augmentation de plus de 50 %. Elle justifie cette décision par la situation financière difficile de la capitale et par la nécessité de « préserver les services publics » dans un contexte de désengagement de l'État. Cette mesure demandée par les Verts, membres de la majorité municipale, devrait engranger 586 millions d'euros supplémentaires dans les caisses de la Ville. Le même mois, Gabriel Attal, ministre des Comptes publics, pointe du doigt les problèmes de gestion de la Ville de Paris, notamment le nombre de fonctionnaires de la ville Paris dépassant les 50 000 alors qu’ils étaient 40 000 à l’arrivée d’Anne Hidalgo. Après avoir été critiquée par Gabriel Attal sur sa gestion des logements parisiens, qu'il insinuait frauduleuse, la maire de Paris annonce porter plainte.
En 2023, le taux de la taxe d’habitation qui concerne que les propriétaires de résidences secondaires augmente de 52 %, la surtaxe imposée par la mairie de Paris aux propriétaires de résidences secondaires étant de 60 %.

#### Environnement
En décembre 2015, Anne Hidalgo reçoit mille maires du monde afin que les villes pèsent sur les négociations de la COP 21.
L'accord de Paris sur le climat, porté par Anne Hidalgo, est signé en avril 2016 au siège des Nations unies à New-York,.
Le 8 août 2016, Anne Hidalgo devient la première femme à présider le C40 Cities Climate Leadership Group,. Elle est réélue en 2018.
En octobre 2017, en tant que maire de Paris, Anne Hidalgo signe aux côtés de onze maires de grandes villes une déclaration les engageant à acheter des bus dits « propres » et à tendre vers l'absence d'émissions de gaz d'échappement d'ici 2030.
Début novembre 2017, elle reçoit à Lisbonne le prix du maire le plus novateur.
En 2018, Anne Hidalgo souhaitait disposer de cent hectares de toitures végétalisées d'ici 2020, dont trente consacrés à l'agriculture urbaine, garantie sans pesticides, fongicides ou insecticides. Elle souhaite favoriser le retour de la nature en ville pour créer des emplois, générer du lien social, lutter contre les îlots de chaleur et la pollution atmosphérique,.
La même année, Anne Hidalgo signe le Pacte Finance Climat, destiné à promouvoir un traité européen en faveur d'un financement pérenne de la transition énergétique et environnementale pour lutter contre le réchauffement climatique.
Pour lutter contre l'artificialisation des sols et la chaleur, elle favorise la porosité des cours d'école, moins d'asphaltées et plus végétales et annonce en juin 2019 la création de petites forêts urbaines sur le parvis de l'hôtel de Ville, près de la gare de Lyon, derrière l'Opéra Garnier et sur la berge de la rive droite.
D'après une enquête réalisée par des associations environnementales, Paris est la ville française la plus engagée dans la période 2014-2019 contre la pollution de l'air due aux transports, devant Grenoble et Strasbourg : la ville est classée « en bonne voie », aucune n'étant classée « exemplaire ».

#### Transports

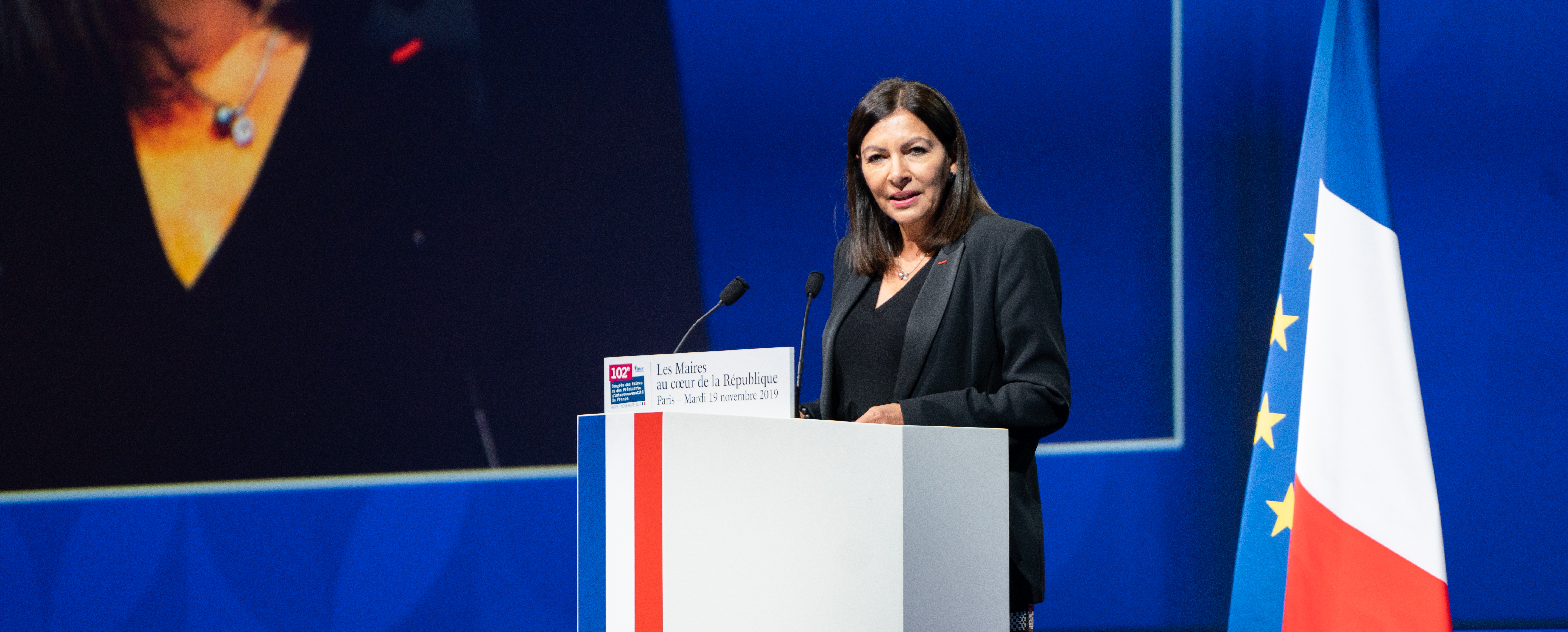
Anne Hidalgo au congrès des maires (19 novembre 2019).

##### Restriction de la circulation automobile
Dans le cadre de la lutte contre la pollution automobile, la majorité du Conseil de Paris adopte, le 9 février 2015, un plan à échéance 2020 : à partir du 1er juillet 2015, les autocars et camions de plus de quatorze ans sont interdits dans Paris ; à partir du 1er juillet 2016, les véhicules particuliers de plus de 14 ans sont bannis de la capitale ainsi que les véhicules utilitaires légers de plus de vingt ans. La nouvelle règle de stationnement en vigueur à partir de 2018 (instauration du forfait de post-stationnement, délégation du contrôle à des prestataires) font reculer en quelques semaines la circulation de 6,5 %.
Anne Hidalgo fait fermer une partie de la voie Georges-Pompidou, la voie rapide longeant la Seine du côté de la rive droite pour la réserver aux piétons et aux cyclistes, combinée avec la rive gauche dans le nouveau parc Rives-de-Seine. Elle se heurte, sur ce projet, à la forte réprobation de son propre premier adjoint, qui finira par démissionner, et de l'ensemble de l'opposition municipale de centre et de droite menée par Nathalie Kosciusko-Morizet et Valérie Pécresse. Une guerre de communication s'engage alors sur le suivi et l'évaluation des impacts de la piétonnisation des voies sur berge rive droite pour en montrer les aspects soit négatifs, soit positifs.
Le 21 février 2018, le tribunal administratif de Paris juge illégale la délibération qui déclarait d'intérêt général la piétonnisation d'une partie des voies sur berge au motif d'études d'impacts insuffisantes. Le juge administratif annule l'arrêté interdisant la circulation automobile sur cette voie. Cette annulation est interprétée comme « un nouveau revers » par le journal Le Parisien qui titre le lendemain « Camouflets à répétition pour Anne Hidalgo » dans une période où la maire est confrontée à des revers comme le démarrage raté des nouveaux Vélib ou l'arrêt précipité du service Autolib',. Ce dernier est remplacé en 2018 par des offres privées de location de véhicules électriques en stationnement libre émanant de Renault-Ada, de PSA, puis de Daimler.
Cette politique est jugée particulièrement clivante. Le 10 mars 2018, un millier de personnes manifestent au niveau des voies sur berge pour défendre le maintien de leur piétonnisation et leur extension,. Le lendemain, une tribune publiée dans Le Journal du dimanche, cosignée par cent personnalités, appelle « les Parisiens et toutes celles et ceux qui le souhaitent à défendre comme un bien commun cet espace gagné sur la pollution ». Sans attendre le jugement en appel, non suspensif, de la décision du tribunal administratif, la maire prend un nouvel arrêté reconduisant l'interdiction de circulation motorisée sur les voies sur berge en s'appuyant sur leur classement au patrimoine mondial de l'UNESCO pour préserver l'authenticité et l'intégrité du site. Un recours introduit contre cet arrêté est rejeté par le tribunal administratif en octobre 2018.
Au niveau environnemental, après l'instauration de ces mesures, la qualité de l'air ne s'est globalement pas améliorée dans la capitale et elle se voit accusée de favoriser les arrondissements du centre au détriment des arrondissements périphériques et des banlieues,. Une étude Airparif indique que si une baisse de la pollution a été constatée au niveau des quais bas (les seuils restent cependant supérieurs aux valeurs réglementaires), des pics de pollution inédits sont constatés sur certains carrefours et itinéraires de report, notamment à l'Est — où les particules nocives augmentent jusqu'à 15 % —, ainsi qu'au-delà du périphérique,.
Concernant les quatre arrondissements du centre de Paris, l'opération « Paris respire » y restreint la circulation le premier dimanche du mois. Elle souhaite étendre cette mesure à tous les dimanches en 2019. En outre, elle indique en novembre 2018 réfléchir pour des mandats ultérieurs à une piétonnisation complète de cette zone, hormis des navettes électriques autonomes.
À compter du 1er janvier 2018, elle utilise la possibilité ouverte par la loi de confier le contrôle et la verbalisation du stationnement payant sur voirie à des entreprises privées, ce qui donne lieu à des polémiques, l'entreprise Streeteo rapportant par exemple de faux contrôles pour gonfler ses chiffres et ainsi atteindre l'objectif de 50 000 contrôles par jour,.

##### Transports en commun

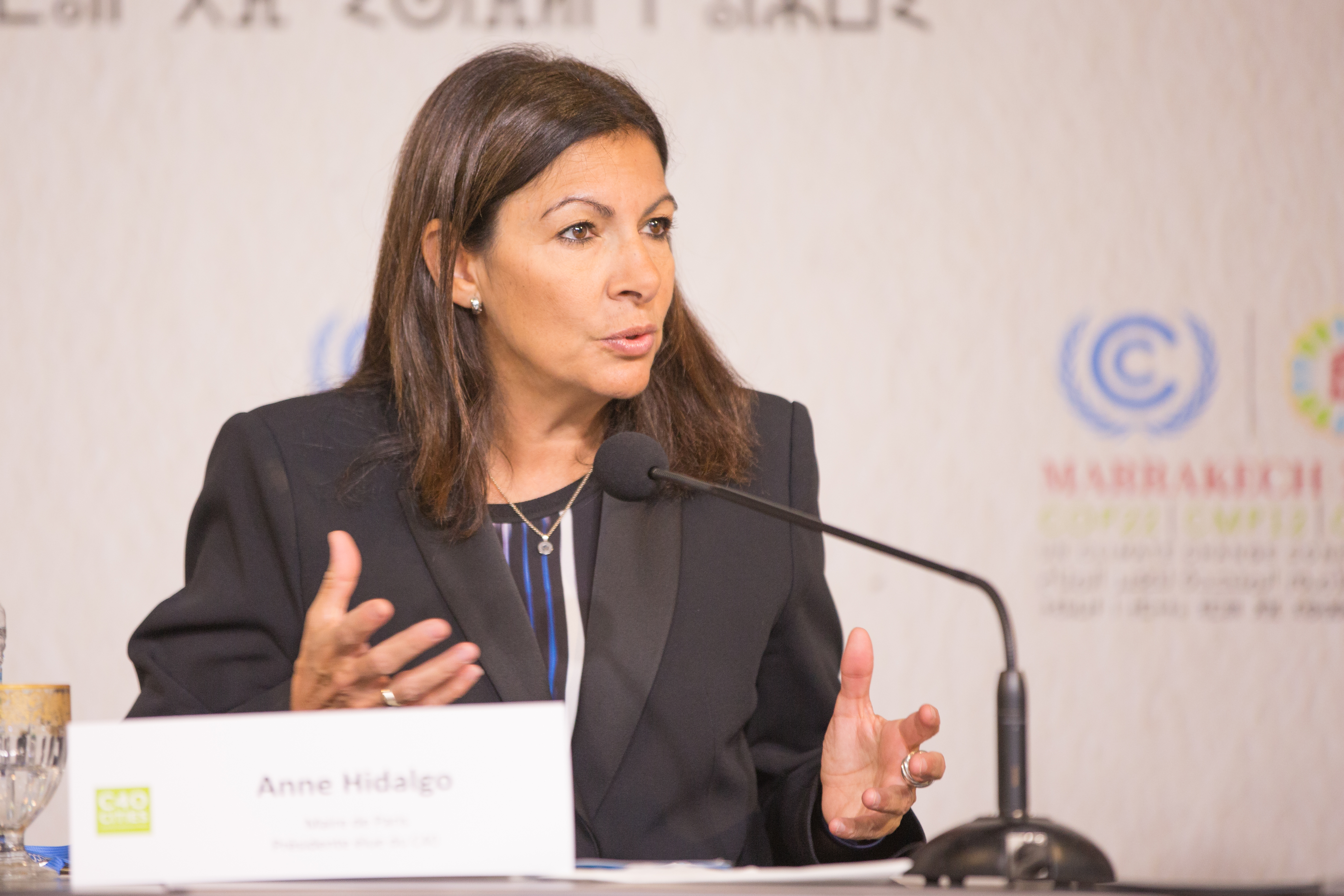
Anne Hidalgo lors du sommet des femmes pour le climat (2016).

Après le prolongement tramway T3b de la porte de la Chapelle à porte d’Asnières en novembre 2018, il est décidé d'un prolongement ultérieur qui doit le mener jusqu'à la porte Dauphine. Dans le cadre du « Grand Paris des bus », le réseau parisien doit subir en avril 2019 sa première grande évolution des tracés de lignes depuis 1947. Les renforts de ligne prévus par Île-de-France Mobilités nécessitent l'embauche de 600 à 700 machinistes par la RATP, plusieurs lignes devant être renforcées ou prolongées vers la petite couronne,.
En mars 2018, Anne Hidalgo annonce la commande d'une étude sur le modèle économique de la gratuité dans les transports publics à Paris et dans son agglomération. Elle déclare : « la question de la gratuité des transports est une des clefs de la mobilité urbaine ». La mission concluant que cette solution n'est pas applicable à court ou moyen terme, elle décide de mesures tarifaires ciblées. La Ville vote à compter de septembre 2019 la gratuité pour les enfants de 4 à 11 ans et les personnes handicapées âgées de moins de 20 ans. Le forfait Imagine'R des collégiens et lycéens parisiens pourra par ailleurs être remboursé à 50 % et l'abonnement Vélib' des 14 à 18 ans à 100 %.
La priorité donnée aux vélos et les nouveaux aménagements urbains de la ville de Paris pour réduire la place de la voiture contribue au ralentissement constaté de la vitesse commerciale des bus, passée de 13,7 à 10,5 km/h à la fin de son premier mandat,, mais cette conséquence est contestée par le chercheur François Héran ou relativisée par d'autres facteurs comme les travaux de voirie.

##### Vélos
Anne Hidalgo fait du développement du vélo un axe fort de sa politique de transports, avec notamment la création de 1 400 km de pistes cyclables, dans l'intention de provoquer une augmentation de 5 % à 15 % des déplacements domicile-travail à vélo.
En octobre 2017, le syndicat mixte chargé des vélos en libre-service Vélib' change de délégataire, passant de JCDecaux à Smovengo. Bien qu'Anne Hidalgo ne soit pas directement décisionnaire (le syndicat mixte est présidé par Catherine Baratti-Elbaz, maire PS du 12e arrondissement), elle soutient cette évolution. Début 2018, l'installation des nouvelles stations et la gestion des nouveaux vélos connaissent des difficultés conduisant à un retard de plusieurs mois dans leur déploiement et une indisponibilité partielle du service. Plusieurs titres de presse qualifient cette phase de « fiasco »,,, et lient cette situation à l'action de la maire de Paris,. Beaucoup de stations ne comptent alors aucun ou peu de vélos à disposition ou bien des vélos impossibles à emprunter, ce qui entraîne une vague de désabonnements. En février 2018, alors que seules 300 stations sont installées (contre 600 prévues dès janvier), l'adjoint à la maire Christophe Najdovski annonce « un pilotage plus étroit par la Ville ». Fin avril 2018, 670 stations sont en service sur les 1 400 prévues. Début 2019, Vélib' n'a toujours pas retrouvé un fonctionnement correct,.

#### Propreté de l'espace public
Critiquée pour l'augmentation de la saleté dans la capitale, elle annonce différentes mesures destinées à améliorer la propreté des rues parisiennes. Celles-ci se traduisent principalement par une augmentation importante du personnel du service technique de la propreté de Paris (100 éboueurs et conducteurs), la création de nouvelles tournées, la lutte contre la prolifération des rats. Plus de 70 % des Parisiens jugent leur ville sale,, tandis que la prolifération des rats à Paris fait régulièrement la une des médias,,,.
Début 2018, Le Canard enchaîné révèle que la mairie de Paris, à la suite d'une consigne d'Anne Hidalgo, a dépensé 224 580 € pour un rapport de 14 pages visant à recueillir l'avis de 105 Parisiens sur l'état de propreté de la capitale. Dans le même temps, une mission d'information et d'évaluation remettait à la mairie un rapport de 232 pages sur ce sujet pour un coût significativement inférieur.
En septembre 2019, The Guardian décrit Paris comme « l'homme sale de l'Europe ». L'article souligne que, malgré les 550 millions d'euros dépensés tous les ans par la ville pour débarrasser les trottoirs des déchets et excréments ainsi que pour vider les 30 000 poubelles publiques, la capitale est toujours surnommée « Paris poubelle ». Selon plusieurs élus, le budget propreté de la ville est en réalité en baisse. En réponse, Anne Hidalgo incite les Parisiens à se prendre « en charge » pour lutter contre la saleté. La situation ne s'améliore en rien. Les habitants publient de nombreuses images et vidéos en témoignant sur les réseaux sociaux.

#### Urbanisme

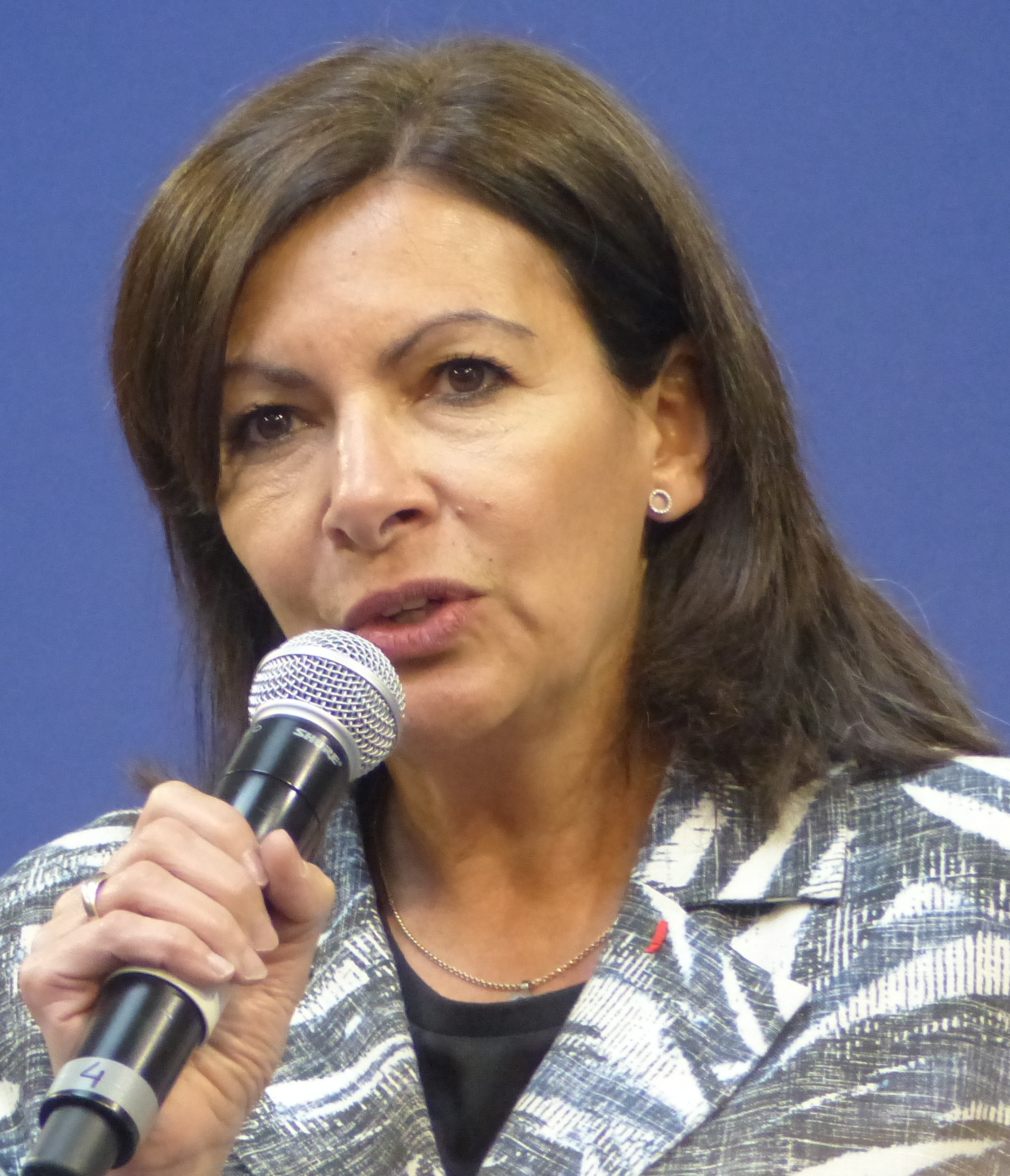
Anne Hidalgo en 2018.

Un des principaux projets de ce mandat est la modification d'ici 2019 de sept places parisiennes : place des Fêtes, Nation, Bastille, Italie, Gambetta, Panthéon, Madeleine. Il est prévu un nouveau partage de l'espace public dans ces grands carrefours essentiellement dévolus à la circulation motorisée afin d'accroître ceux dévolus aux piétons, aux cyclistes, aux espaces verts et aux terrasses. Des aménagements provisoires permettent de finaliser les projets en lien avec les riverains. Le réaménagement de la place Gambetta ne parvient pas à convaincre certains riverains, qui jugent que les embouteillages ont été aggravés sans que des progrès esthétiques n'aient été faits.
Le 17 novembre 2014, le projet d'immeuble de grande hauteur tour Triangle dans le 15e arrondissement est d'abord rejeté de 5 voix par le Conseil de Paris. Mais légèrement amendé, le projet est de nouveau présenté au Conseil de Paris le 30 juin 2015 et adopté par 87 voix contre 74, malgré l'opposition des élus écologistes mais à la faveur des divisions de la droite,. En 2018, alors que les travaux de la tour Triangle n'ont pas encore démarré, des tensions ressurgissent avec les élus écologistes autour de projet de la ZAC Bercy-Charenton (12e arrondissement) qui inclut six tours, mais le projet est cependant voté à une courte majorité en juillet 2018.
Anne Hidalgo ne soutient pas le projet de classement des toits de Paris au patrimoine mondial, estimant ne pas vouloir « mettre la capitale dans le formol » et fait remplacer certains mobiliers urbains de style haussmannien (qui sont en place depuis 1868, comme les colonnes Morris, les kiosques à journaux et les bancs publics), par des installations contemporaines de type international. Si la construction par le groupe LVMH d'un bâtiment contemporain sur le site de La Samaritaine a suscité la polémique,, le concours international d'architecture « Réinventer Paris » lancé en novembre 2014 sur 23 terrains de la Ville rencontre une audience internationale et lui permet de faire réaliser par le secteur privé des travaux coûteux comme la couverture du boulevard périphérique sur les sites Pershing ou Ternes-Villiers au point que le concept est repris par la Métropole du Grand Paris.
Le projet d'extension du stade Roland-Garros par la Fédération française de tennis est d'abord contesté car risquant de rogner une partie des serres d'Auteuil,, mais un consensus est trouvé pour un court semi-enterré « bien inséré dans de nouvelles serres », inauguré en mars 2019,. Le projet de baignade prévu pour 2019 au lac Daumesnil, sur l'île de Bercy est l'objet de contestations pour un impact potentiellement négatif des jets d'eau et de la fréquentation humaine sur la faune et la flore,, ce qui fait que début 2018, la Ville décide de surseoir à ce projet. De même, en mai 2019, sur la demande des écologistes, elle décide de revoir le projet d'aménagement d'un site sportif en déshérence à Ménilmontant pour étudier l'intégration d'un espace vert dans un 11e arrondissement qui a peu de réserve foncière pour en créer de nouveaux.

#### Logement
Face à l'essor des plates-formes de location comme Airbnb, pointées comme principales responsables de la baisse de population dans l'hypercentre, la maire de Paris porte plainte en février 2019 pour mille infractions, mais la Ville est déboutée de sa plainte. Alors que la Mairie revendique depuis 2001 la création de 76 000 logements sociaux par préemption de bien privés, les prix de l’immobilier augmentent en parallèle de façon continue — le prix d'achat du mètre carré dépasse en moyenne les 9 600 € fin 2018 —, ce qui conduit beaucoup de foyers de classe moyenne à quitter la capitale pour la banlieue parisienne ; l'institut Xerfi indique ainsi que « Paris est la ville la moins abordable d’Europe continentale si l’on se réfère aux revenus de ses habitants » (2 200 € mensuels). Afin de faire baisser le prix des logements et permettre aux couches moyennes d'accéder à la propriété, le Conseil de Paris décide en décembre 2018 la création d'un organisme foncier solidaire qui pourra consentir des « baux réels solidaires », ainsi que de se saisir des possibilités d'encadrement des loyers ouvertes par la loi ELAN.

#### Sports et Jeux olympiques d'été de 2024
Se déclarant « pas vraiment favorable » pendant sa campagne à une candidature de Paris aux Jeux olympiques de 2024, elle promet néanmoins « de travailler le dossier » si elle est élue maire de Paris, voulant « s'assurer que les conditions soient réunies ». En novembre 2014, elle tempère l'enthousiasme du président de la République, François Hollande, indiquant que « rien ni personne » ne la fera « changer de calendrier et de méthode ».
Le 23 mars 2015, Anne Hidalgo propose aux élus parisiens « d'engager pleinement et avec responsabilité Paris en faveur d'une candidature aux Jeux olympiques et paralympiques de 2024 ». La candidature de Paris est lancée le 23 juin 2015, avec à sa tête Tony Estanguet et Bernard Lapasset. L'usage du slogan en anglais Made for Sharing lui vaudra le prix de la Carpette anglaise. Après deux ans de campagne et plusieurs tentatives infructueuses (dont le revers face à Londres pour l'accueil des Jeux de 2012), Paris est désignée hôte des Jeux olympiques d'été de 2024 le 13 septembre 2017, lors de la 131e session du Comité international olympique. La désignation de Paris ne profite pas immédiatement à sa popularité, car la municipalité est confrontée en 2017 et 2018 aux problèmes du quotidien des habitants (propreté, circulation), alors que la maire doit enchaîner les déplacements à l'étranger.
La nouvelle salle couverte de 7 500 places, dite Paris Arena II, envisagée initialement à Bercy, est repositionnée porte de la Chapelle. Elle doit y accueillir le PSG Handball et le Paris Basketball,. La relance d'un club professionnel de basket-ball dans la capitale trouve aussi un écho avec l'organisation annuelle à compter de 2020 d'un match de saison régulière de la NBA à Paris.
Elle se déplace en Polynésie française du 16 au 22 octobre 2023 pour l'organisation des Jeux olympiques et poursuit à ses frais son séjour sur une île de Tahiti afin de prendre des vacances avec sa fille jusqu'au 5 novembre, ce qui déclenche une vive polémique de la part d'élus de l'opposition et d'une association anti-corruption,,,. En mars 2024, une enquête est ouverte par le Parquet national financier pour « prise illégale d'intérêts » et « détournement de fonds publics » à la suite de ce déplacement controversé.
À quelques jours du début des Jeux, le 17 juillet 2024, Anne Hidalgo se baigne dans la Seine accompagnée d'une partie du conseil municipal, du préfet de la région Île-de-France, Marc Guillaume, et de Tony Estanguet.

#### Action culturelle
De 2020 jusqu'au début des Jeux olympiques de 2024, des Olympiades culturelles investissent la capitale, avec des spectacles, concerts et œuvres monumentales. Une enveloppe de 3,5 millions d'euros d’ici à 2020 est actée pour acquérir de nouveaux instruments de musique pour les conservatoires. En octobre 2019, plusieurs portions du boulevard périphérique doivent être fermées à la circulation pour accueillir les artistes lors de la Nuit blanche. Peu de nouveaux équipements sont prévus, la priorité étant donnée à la rénovation d'équipements comme théâtre du Châtelet ou du musée Carnavalet.
En décembre 2017, à l'occasion de l'exposition consacrée à Che Guevara à l'hôtel de ville, Anne Hidalgo écrit : « Avec l'exposition Le Che à Paris, la capitale rend hommage à une figure de la révolution devenue une icône militante et romantique ». Cette prise de position lui attire des critiques à droite : Luc Ferry dénonce un hommage rendu à « une crapule sanguinaire qui a personnellement torturé et assassiné de sa main 130 malheureux dans l'abominable camp de concentration et de torture qu'il dirigeait ».
Pour assurer la place de Paris dans le monde de l'art contemporain, la Ville acquiert la Bourse du commerce où François Pinault a ouvert le 22 mai 2021 un nouveau lieu d'exposition.
Elle s'oppose au forain Marcel Campion en ne renouvelant pas sa concession pour le marché de Noël aux Champs-Élysées et pour la grande roue de la place de la Concorde. Celui-ci annonce vouloir la défier aux prochaines élections.
En février 2022, elle provoque, selon Le Figaro, « un tollé » en réclamant une redevance sur le chantier de la cathédrale Notre-Dame de Paris. Après être revenue sur sa promesse de don de 50 millions d’euros pour la restauration de l’édifice, Anne Hidalgo entend faire payer l’établissement public en lui facturant un peu plus de 3 millions d’euros par an jusqu’à la réouverture prévue pour la cathédrale en 2024, soit près de 18 millions d’euros au titre de « l’emprise du chantier sur le domaine public », et peut-être davantage si le chantier se poursuit au-delà,,.

#### Éducation
Sa fin de mandat voit aussi le début des travaux du site parisien du Campus Condorcet à la porte de la Chapelle pour accueillir des formations de l'université Paris 1 Panthéon-Sorbonne.

#### Campements illégaux et immigration

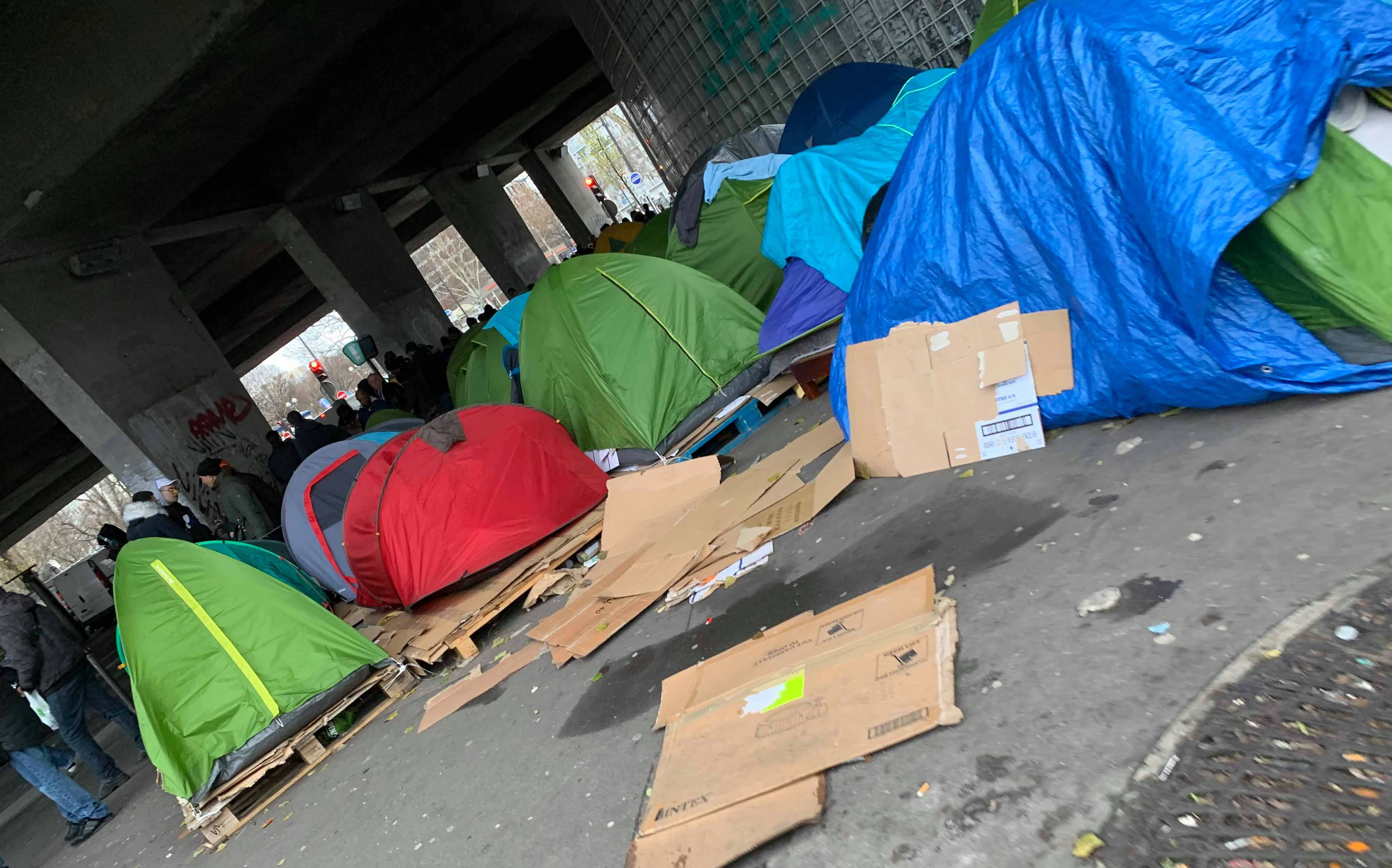
Camp de migrants situé au marché aux puces de Saint-Ouen (2019).

En septembre 2013, elle déclare : « Il faut lutter contre ces réseaux criminels de délinquance à l'échelle européenne. Paris ne peut pas être un campement géant et je soutiens la politique de M. Valls, qui consiste à démanteler ces camps »,.
En 2016, durant la crise migratoire, la mairie de Paris et l'État mettent en place un centre d'accueil qui accueille quelque 25 000 migrants et en orientent 60 000 vers d'autres structures d'accueil,. En 2018, alors que se multiplient les campements illégaux de migrants (1 500 personnes, porte de la Villette, 800 à côté du canal Saint-Martin, etc.), elle estime qu'« on ment aux Français en disant que ce serait une crise passagère ». En la matière, elle s'oppose au ministre de l'Intérieur, Gérard Collomb, l'État et la mairie se reprochant mutuellement de ne pas faire correctement leur travail. Lors d'une visite au campement du Millénaire (1 500 migrants), elle estime que « 80 % de ceux qui sont là sont éligibles à l'asile en Europe ».
Dans l'optique d'une opération de mise à l'abri, elle propose six sites permettant de créer mille places d'hébergement pour migrants, mais affirme en mai 2018 ne pas avoir reçu de réponse de l'État. Selon la radio RTL, le ministre de l'Intérieur, Gérard Collomb, « assume complètement d'embêter » la maire de Paris en laissant grossir le campement du Millénaire, afin de la renvoyer à son discours humaniste, qui encourage les migrants à venir dans la capitale. Les 1 600 migrants du campement sont finalement évacués par les services de l'État à l'issue de neuf semaines de bras de fer entre la maire de Paris et le ministre de l'Intérieur,. D'autres campements se reconstituent par la suite.

#### Sécurité
En raison de la multiplication des incivilités et du fort accroissement de la délinquance sous son mandat[réf. nécessaire] (vols à l'arraché, cambriolages, vente à la sauvette, dépôts sauvages au pied d'immeubles, stationnement inapproprié de trottinettes, jets de mégots, épanchements d'urine, trafics, etc.), Anne Hidalgo prend des mesures préventives en matière de sécurité : déploiements d'agents aux sorties des métros entre 23 h 30 et minuit, renforcement des équipes chargées de porter assistance aux sans-abris, plan de lutte contre les rixes (entre 2016 et 2019, 225 bagarres sont comptabilisées par les services de la ville, avec huit morts).
À plusieurs reprises, Anne Hidalgo exprime son opposition à la création d'une police municipale à Paris, qu'elle considère alors comme inappropriée aux spécificités d'une ville-capitale et très coûteuse,. Mais en juillet 2018, Anne Hidalgo annonce que la Ville va mener un audit sur l'opportunité de créer une police municipale. En janvier 2019, elle annonce son intention de doter Paris dès 2020 d'une police municipale sans arme à feu qui fonctionnerait 24 heures sur 24,. Néanmoins, celle-ci ne peut voir le jour avant les municipales de 2020, l'Assemblée nationale ayant rejeté en novembre 2019 un amendement destiné à la créer. Le projet est relancé à l'automne 2020 par l'intermédiaire de la proposition de loi relative à la sécurité globale, le texte de loi devant être adopté d'ici l'été 2021 pour former un service devant compter 5 000 agents formés par la Ville de Paris dans une école de la police municipale. Malgré l'opposition de sociétés de journalistes, d'organismes publics nationaux et internationaux et d'associations de défense des libertés publiques contre ce texte de loi,,, Anne Hidalgo pense que le texte est justifié car, selon elle, « il faut protéger les policiers qui sont là pour nous protéger ». Elle estime toutefois que le texte mériterait d'être examiné par le Conseil constitutionnel.

#### Métropole du Grand Paris
Après le rejet des dispositions proposées au Sénat, elle propose avec Claude Bartolone, Jean-Paul Huchon et une quarantaine d'élus socialistes d'Île-de-France de créer la métropole du Grand Paris en tant qu'intercommunalité avec des compétences exclusives du logement, de l'hébergement des sans-abris, de la lutte contre la pollution et de la transition énergétique sur le périmètre des communes de Paris, des Hauts-de-Seine, du Val-de-Marne et de la Seine-Saint-Denis.
Le 22 janvier 2016, elle est élue première vice-présidente de la métropole du Grand Paris, déléguée aux relations internationales et aux grands événements.
Anne Hidalgo est favorable au maintien de la métropole du Grand Paris, tandis que Valérie Pécresse souhaite sa suppression et le transfert de ses compétences à la région Île-de-France.

#### Méthode de gestion et divisions de sa majorité
Des tensions s'expriment au sein de la majorité de gauche parisienne dès 2014, en particulier entre Anne Hidalgo et Myriam El Khomri quand celle-ci entre au gouvernement,.
|  |

En 2017, elle doit faire face à l'arrivée de La République en marche (LREM) d'Emmanuel Macron sur la scène politique parisienne. LREM remporte la majorité des sièges aux élections législatives à Paris, tandis que deux de ses adjoints — Mao Peninou (propreté) et Jean-Louis Missika (urbanisme) — apportent leur soutien au président Macron et que son ancien adjoint Julien Bargeton est élu sénateur sous l'étiquette LREM, affichant par ailleurs son souhait de créer un groupe distinct au Conseil de Paris. Début octobre, alors que ses trois adjoints communistes ont menacé de démissionner si des « marcheurs » intégraient son équipe, elle procède à un remaniement de son équipe d'adjoints, en nommant six nouveaux. Restant membre du PS mais se positionnant à l'écart de la vie du parti, elle vante sa capacité à rassembler, sa majorité municipale continuant à aller des communistes au centre gauche.
Alors qu'elle prônait au début de son mandat une gestion collégiale de la ville, elle devient au fil des années plus autoritaire et se montre réticente envers les réserves exprimées pour son équipe municipale,. Un sondage IFOP réalisé à la fin de l'année 2017 indique que 70 % des Parisiens considèrent qu'elle prend ses décisions sans concertation et que 57 % d'entre eux la jugent « sectaire ». En septembre 2018, son premier adjoint, Bruno Julliard, démissionne en invoquant l'« inconstance » et la « gestion inefficace et solitaire » de la maire,. Celle-ci le fait remplacer par le socialiste Emmanuel Grégoire, ancien directeur de cabinet de Bertrand Delanoë et de Jean-Marc Ayrault ; elle rejette ainsi le plaidoyer de son ancien adjoint pour un rapprochement avec LREM. Dans les mois qui suivent, Anne Hidalgo se met en retrait sur le plan médiatique.
En septembre puis octobre 2019, alors qu'Europe Écologie Les Verts (EÉLV) mène une liste autonome, elle reçoit le soutien des plusieurs élus d'EÉLV, comme son adjointe Célia Blauel, le sénateur Bernard Jomier, Christophe Najdovski, tête de liste d'EÉLV aux élections municipales de 2014, et deux autres élus du 19e arrondissement.
Lors de la première réunion du Conseil de Paris suivant sa réélection en 2020, son adjoint chargé de la culture, Christophe Girard, annonce sa démission à la suite d'une campagne l'accusant d'avoir soutenu l’écrivain pédophile Gabriel Matzneff, alors qu’Anne Hidalgo lui maintient sa confiance, s’opposant ainsi à des féministes et à ses alliés d’EÉLV,. À cette occasion, des tensions apparaissent au sein de la majorité municipale : Anne Hidalgo dénonce une « hystérie militante » et demande des « excuses » à ses alliés écologistes ; elle dépose également plainte pour « graves injures publiques » contre la mairie lors de la manifestation visant à obtenir la démission de son adjoint,,. Elle prend cependant ses distances avec Christophe Girard lorsque le parquet de Paris, le 17 août 2020, ouvre concernant ce dernier une enquête préliminaire du chef de « viol par personne ayant autorité »,.
Au début de l’année 2021, ses relations avec les groupes EÉLV et Génération.s se tendent à nouveau en raison du déploiement de la 5G dans la capitale et de son souhait de donner le nom de Claude Goasguen, ancien député-maire du 16e arrondissement, à une place de cet arrondissement. Anne Hidalgo surmonte cette opposition en obtenant les voix de la droite au Conseil de Paris.

#### Questions LGBT et PMA
Durant son mandat, alors qu'elle est accusée par les milieux conservateurs d'entretenir un « lobby LGBT » au sein même de la mairie, Anne Hidalgo estime avoir « gagné une bataille culturelle et politique » et considère que la capitale est « totalement LGBT-friendly ». Elle renomme plusieurs places et rues du nom de personnalités LGBT. En 2018, plusieurs carrefours du quartier du Marais sont ornés de passages piétons temporaires aux couleurs du drapeau LGBT ; à la suite de la dégradation de l'un d'entre eux, avec des insultes homophobes, Anne Hidalgo saisit le procureur de la République et annonce que les ornements urbains dégradés et recouverts d'insultes homophobes seront définitifs,.
En 2017, alors que Paris est concurrencée sur le marché du tourisme LGBT à l'international, la mairie propose notamment de sanctuariser la date de la marche des fiertés et de créer un label friendly pour les commerces et hôtels,. Alors que Paris connaît une recrudescence des agressions homophobes, Anne Hidalgo annonce en 2018 un plan prévoyant notamment la formation du personnel d'accueil des administrations parisiennes à l'accompagnement des personnes transgenres. Pour permettre aux associations de moderniser leurs locaux et d'embaucher des permanents, la collectivité prévoit aussi d'augmenter les aides de 100 000 euros (soit 8 % selon le calcul des associations).
Anne Hidalgo soutient le 2 janvier 2020 le retrait par deux régies publicitaires des affiches « la société progressera à condition de respecter la paternité » et « la société progressera à condition de respecter la maternité » de l'association Alliance VITA à quelques jours de l'ouverture des débats sur la révision des lois sur la bioéthique au Sénat. La justice, saisie en référé par l'association, enjoint Mediatransports de reprendre immédiatement l'affichage. Anne Hidalgo déplore la décision de justice et encourage la régie publicitaire à user de « toutes les voies de droit possibles » pour que soit mis définitivement fin à cette campagne.

#### Évolution de sa popularité

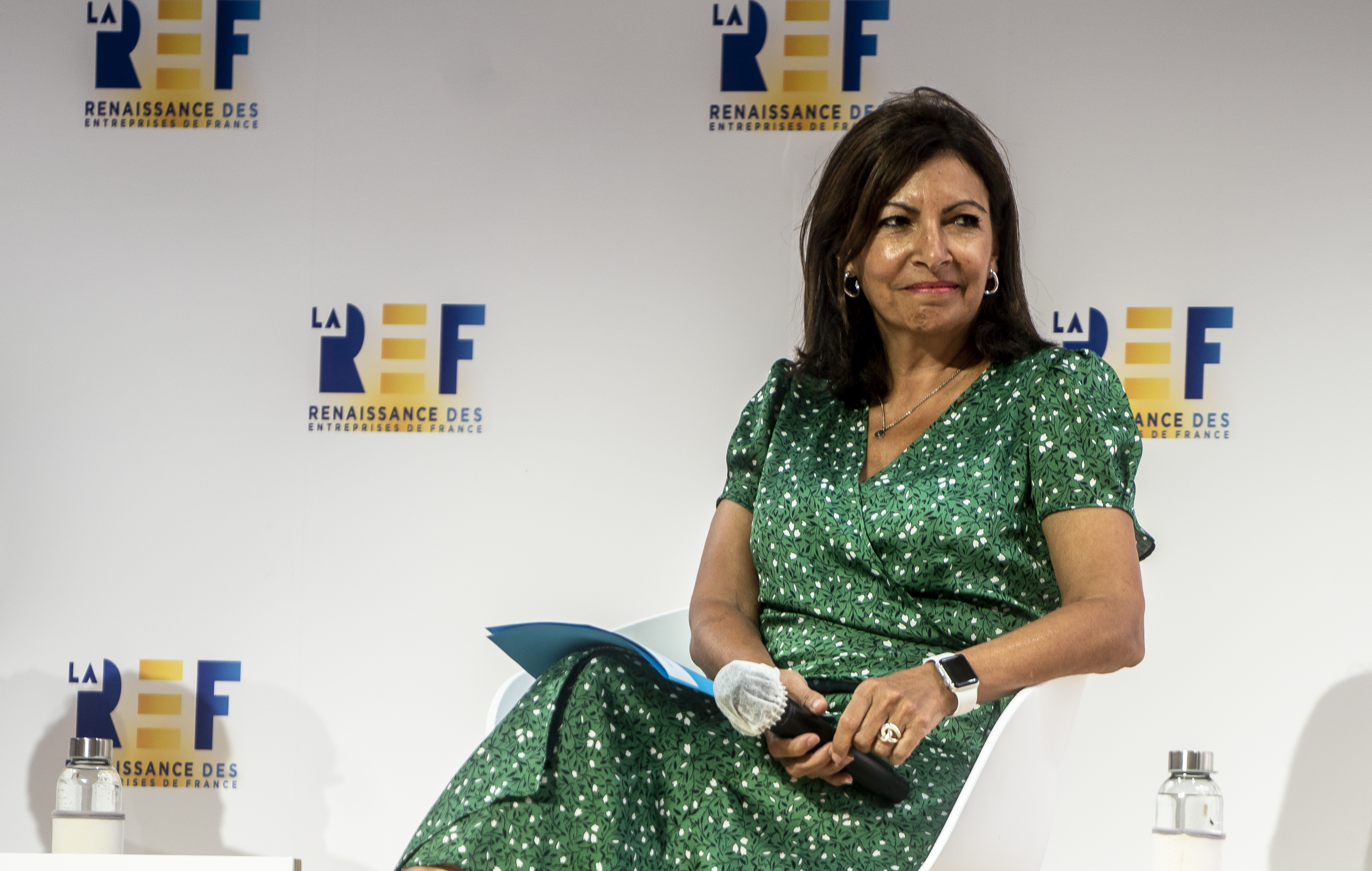
Anne Hidalgo en août 2020.

En octobre 2015, testée pour la première fois dans le baromètre Elabe/Les Échos, elle arrive en tête chez les sympathisants de gauche avec 67 % d'opinions positives contre 15 % d'opinions négatives.
Mais elle doit faire face à la multiplication des polémiques et à la contestation croissante de son action,. Sa politique est ainsi l'objet de critiques récurrentes en ce qui concerne les transports (piétonisation des voies sur berges, augmentation des pistes cyclables, embouteillages et pollution), la gestion de la crise migratoire, du harcèlement de rue, de la prolifération des rats ou encore de la politique du logement (achat d'immeubles transformés en logements sociaux aboutissant, selon ses détracteurs, à une hausse des prix et au départ des classes moyennes de la capitale),,. À partir de 2017, sa popularité s'érode de façon significative, y compris à gauche,. En janvier 2018, le baromètre Elabe/Les Échos indique qu'elle ne recueille plus que 32 % d'opinions positives à gauche et 18 % chez l'ensemble des Français. Sa popularité est encore plus faible en Île-de-France (16 %).
Au cours de l'année 2019, les intentions de vote en sa faveur pour les élections municipales de 2020 remontent et la possibilité qu'elle soit réélue est envisagée, alors qu'aucune personnalité ne semble en mesure de fédérer l'opposition à sa politique. Tout en ayant indiqué qu'elle souhaite briguer un nouveau mandat, elle n'annonce pas officiellement sa candidature, ce qui constitue un frein à la campagne de ses adversaires,. En décembre 2019, bien qu'elle ne soit pas encore officiellement candidate, l'entourage d'Anne Hidalgo annonce que le climatologue Jean Jouzel va prendre la tête de son comité de soutien, en vue des élections municipales,.

#### Élections municipales de 2020

Logotype de « Paris en commun », utilisé par Anne Hidalgo aux élections municipales de 2020.

Le 11 janvier 2020, la maire socialiste sortante se déclare candidate à un deuxième mandat sous l'étiquette « Paris en commun »,. Elle est soutenue par le Parti socialiste, le Parti communiste français, Place publique ainsi que par des élus EÉLV, à l'instar de Christophe Najdovski ou de Célia Blauel. Sa candidature est soutenue par l'urgentiste et ancien collaborateur de Charlie Hebdo Patrick Pelloux et par la journaliste Audrey Pulvar, qui est candidate à ses côtés. Elle se présente en deuxième position dans la liste « Anne Hidalgo - Paris en Commun et l'Écologie pour Paris » pour le 11e secteur (11e arrondissement) derrière François Vauglin.
Critiquée pour sa politique d'urbanisme, notamment pour avoir privilégié les pistes cyclables aux dépens de la voiture, elle propose de faire de Paris une ville « 100 % vélo », avec l'aménagement de nouvelles pistes, en gagnant sur les places de stationnement et la création de nouvelles liaisons entre la capitale et d'autres villes du Grand Paris. Elle envisage également la création de « forêts urbaines » », sur les parvis de l'hôtel de ville, de la gare de Lyon ainsi que derrière l'opéra Garnier et la création de deux grands parcs, quartier Bercy-Charenton et dans le 15e arrondissement. Elle souhaite piétonniser le centre de Paris en limitant la circulation dans les quatre premiers arrondissements. Elle promet par ailleurs de rendre bio à 100 % les cantines et d'aménager deux grands potagers dans les bois de Vincennes et de Boulogne. Elle souhaite transformer les portes de Paris en places, en commençant par la porte de la Chapelle, souvent qualifiée de « colline du crack », pour en faire « une entrée dans Paris digne de la place des Invalides ». Elle assure que le budget propreté de la ville sera porté de 500 millions à un milliard d'euros par an. Par ailleurs, la maire sortante souhaite augmenter la part du logement social à 25 %, le taux obligé par les lois SRU et ALUR (contre 22,6 % en 2020), faciliter la création de logements intermédiaires, et maintenir l'encadrement des loyers. Un référendum est selon elle souhaitable pour définir les conditions d'usage de la plateforme de locations d'appartement Airbnb, qu'elle accuse de priver les Parisiens de logements.
Lors du premier tour, qui se tient durant la pandémie de Covid-19 et qui est marqué par une abstention record, les listes qu’elle conduit arrivent en tête avec 29,3 % sur l'ensemble de la capitale, devant celles de Rachida Dati (LR) et celles d’Agnès Buzyn (LREM). Lors du second tour, repoussé au 28 juin à cause de la pandémie, ses listes l'emportent avec 48,5 % des voix, devant celles de Rachida Dati (34,3 %) et d’Agnès Buzyn (13 %). Cependant, dans le contexte du début de l'épidémie mondiale de Covid-19, l'abstention est massive (63,3 % contre 58 % dans le reste du pays) et elle devient la candidate à la mairie de Paris l'ayant emporté avec le plus faible pourcentage d'inscrits de l'histoire de la ville (moins de 20 %), comme c'est le cas pour toutes les grandes villes de France[réf. nécessaire].
Le 3 juillet 2020, elle est réélue maire par le Conseil de Paris à 96 voix sur 163. Elle décide alors de s'entourer de 37 adjoints — contre 21 au début de la précédente mandature et 27 à la fin de celle-ci — et de trois adjoints délégués. Alors qu’elle affirme que le budget qui leur sera alloué restera constant, la presse relève que la masse salariale de sa nouvelle équipe sous ce mandat sera plus élevée de 4,2 millions d’euros par rapport à son premier mandat,.
En novembre 2024, Anne Hidalgo annonce qu'elle ne briguera pas un troisième mandat à la mairie de Paris, souhaitant que Rémi Féraud lui succède.

### Candidature à l’élection présidentielle de 2022

#### Primaire socialiste de 2021
En 2020, en l’absence de candidat naturel du Parti socialiste, la presse commence à se faire l’écho d'une possible candidature d’Anne Hidalgo à l'élection présidentielle de 2022. La maire de Paris dément cette éventualité, notamment durant la campagne municipale de 2020, promettant de se consacrer à son mandat local. Le 25 juin 2020, face à plusieurs caméras, elle répond à un journaliste de l'équipe Quotidien qui lui demande si elle est candidate à l'élection présidentielle : « Surtout pas. Je considère qu'il y a un endroit où on peut agir aujourd'hui, qui est un endroit très stratégique, c'est celui des villes », ajoutant : « Vous pouvez archiver, vous verrez je suis quelqu'un de très clair ».
Cependant, au début de l’année 2021, elle crée la plateforme « Idées en commun » et effectue des déplacements en région pour se détacher de son image parisienne,,. Le 12 septembre 2021, elle officialise sa candidature à l’élection présidentielle de 2022 depuis Rouen. Alors qu’elle se disait hostile à l’idée d'une élection primaire à gauche, estimant ce procédé inadapté en France, elle consent finalement à se présenter en octobre à une primaire « fermée » (par opposition aux primaires « ouvertes » de 2011 et de 2017). À l’issue du vote des adhérents socialistes, elle est investie candidate avec 72,6 % des suffrages exprimés face au maire du Mans, Stéphane Le Foll, qui précise qu'il ne fera pas campagne pour elle en raison de divergences trop importantes.

#### Campagne présidentielle

Logo de la campagne d’Anne Hidalgo, en 2022.

Le 23 octobre 2021, en marge de la convention d'investiture du Parti socialiste et de son lancement de campagne à Lille, Anne Hidalgo dévoile les premières mesures de son programme présidentiel. Sur le plan économique et social, elle se prononce en faveur d'une revalorisation des salaires, notamment des enseignants — dont elle veut doubler le salaire en cinq ans —, de l’euthanasie, de l'instauration d'une assurance-chômage universelle ainsi que d'une loi de programmation sociale dans l'objectif d'atteindre l'égalité salariale totale entre les femmes et les hommes d'ici la fin du quinquennat,. Elle promet également la suppression de la plateforme Parcoursup et le droit de vote à 16 ans. Au niveau environnemental, Anne Hidalgo vise la neutralité carbone à l'horizon 2050, en instaurant notamment un ISF climatique sur les ménages aisés émettant le plus de carbone. Elle est favorable à la sortie du nucléaire le plus rapidement possible, à condition que les énergies renouvelables, notamment le solaire et l'éolien, puissent assurer la demande d'énergie électrique. À titre personnel, elle se dit favorable à l'abaissement de la vitesse sur les autoroutes, notamment au regard de la mortalité routière.
Le 8 décembre, face au morcèlement des intentions de vote à gauche et alors qu’elle ne parvient pas elle-même à dépasser la barre des 5 % dans les sondages, Anne Hidalgo propose de participer à une primaire, qui vise à désigner un candidat unique de la gauche pour la présidentielle. L'invitation est aussitôt déclinée par l'ensemble de la gauche,. Elle assure alors sa participation à la « primaire populaire », prévue en janvier 2022. Au PS, ses proches la poussent à y participer, même si Yannick Jadot et Jean-Luc Mélenchon n’y sont pas. Un appel à « se mobiliser de façon tactique afin de [la] protéger » est lancé début janvier par le courant majoritaire au bureau national du Parti socialiste,. D’autres conseillent à Anne Hidalgo de se retirer au vu du nombre de militants déçus par sa campagne et de ses 3,5 % en moyenne dans les sondages,. À la primaire populaire elle arrive en cinquième position avec une mention « passable + ».
Jean-Luc Mélenchon, candidat de La France insoumise, est l'une de ses principales cibles lors de sa campagne présidentielle. En effet, Anne Hidalgo estime que le député des Bouches-du-Rhône serait « complaisant avec les dictateurs » dont Nicolas Maduro, Bachar el-Assad et Vladimir Poutine, représenterait « la gauche protestataire » et adhérerait au « populisme et la démagogie ». De plus, elle l'accuse de tourner le dos « aux droits de l’Homme, à l’État de droit, à la laïcité, à l’Union européenne »,. Pour Alexis Delafontaine, journaliste à Europe 1, Anne Hidalgo cherche ainsi à discréditer Jean-Luc Mélenchon aux yeux des électeurs de gauche dans l'espoir de sauver le Parti socialiste du risque de faillite en cas de score en dessous de 5 %. Fin mars 2022, elle reçoit le soutien de l'ancien président socialiste François Hollande puis de l'ancien Premier ministre Lionel Jospin.
Le 10 avril 2022, lors du premier tour de l'élection présidentielle, elle obtient 1,7 % des suffrages exprimés, ce qui constitue le pire score de l'histoire de son parti à un scrutin présidentiel,. Ce résultat est trois fois moindre que celui, déjà très bas, de Benoît Hamon en 2017 (6,36 %). La maire de Paris recueille 22 936 voix dans la capitale, soit 2,17 % des suffrages.

## Prises de position hors de l'exercice de ses mandats

### Élections présidentielles et législatives

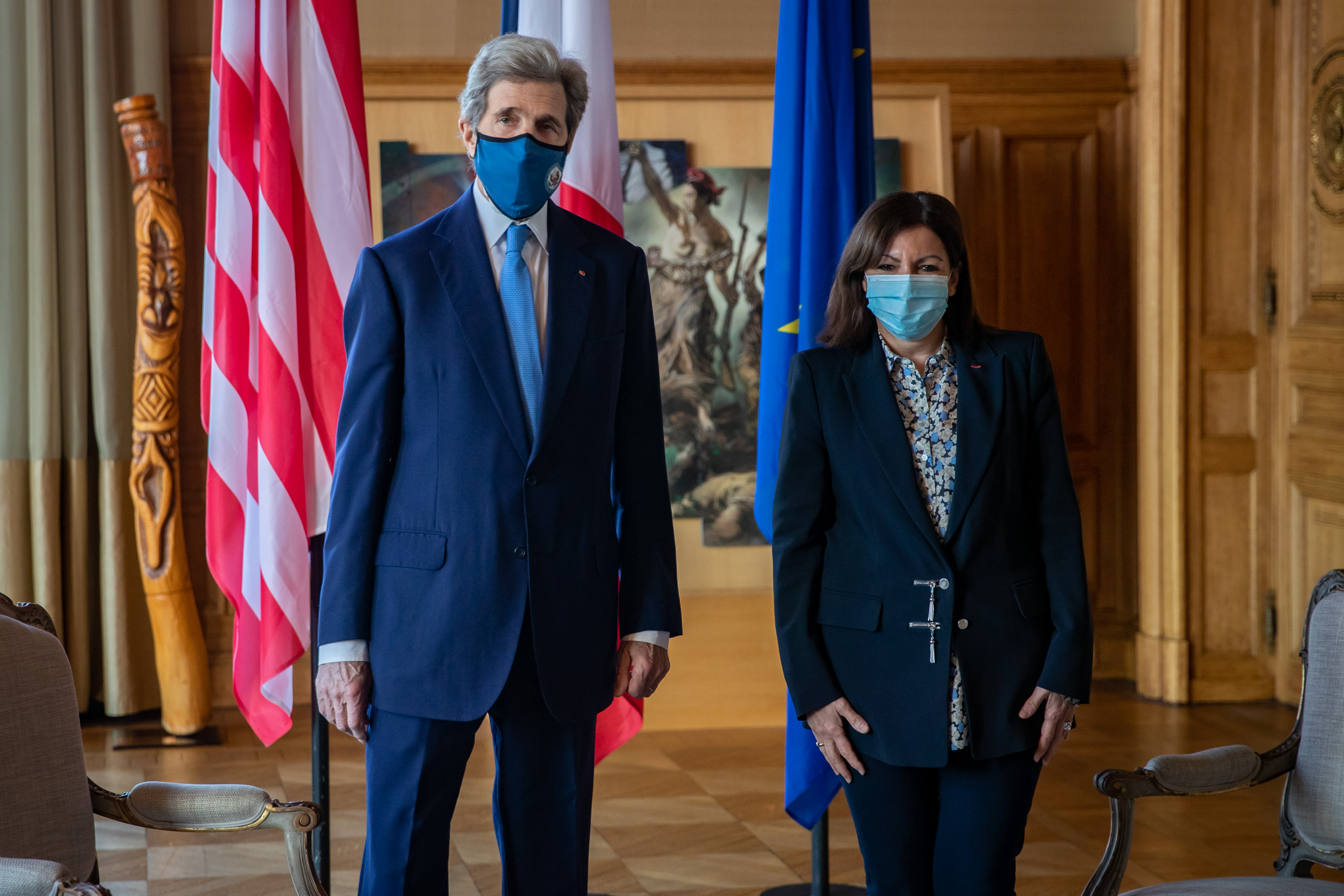
Anne Hidalgo avec John Kerry (Paris, 14 mars 2021).

Lors de la primaire présidentielle socialiste française de 2006, Anne Hidalgo signe un appel contre la candidature de Ségolène Royal, et appelle à voter pour Dominique Strauss-Kahn. Au congrès de Reims de 2008, elle soutient la motion présentée par Bertrand Delanoë.
Lors de la primaire citoyenne de 2011 devant désigner le candidat à l'élection présidentielle de 2012, Anne Hidalgo prend position pour Martine Aubry et devient sa porte-parole. Elle critique cependant l'accord national passé entre le PS et EÉLV attribuant la 6e circonscription de Paris à Cécile Duflot. Les médias indiquent qu'elle aurait craint une candidature de celle-ci à la mairie de Paris en 2014. Le bureau fédéral du PS de Paris, présidé par Rémi Féraud, adopte une motion appelant à une révision de cet accord. Elle publie un communiqué avec Bertrand Delanoë afin de dénoncer le « parachutage ».
Pour la primaire citoyenne de 2017, elle soutient Vincent Peillon, dont elle est membre du comité politique de campagne,. Après l'élimination de celui-ci dès le premier tour de la primaire, elle refuse de se prononcer entre Manuel Valls et Benoît Hamon, déclarant : « Benoît Hamon est quelqu'un que j'aime beaucoup. J'apprécie le courage avec lequel il a entrepris de relever le défi climatique. Mais il a un positionnement politique qui n'est pas le mien. Je n'ai jamais été à la gauche du parti. » Lors de l'élection présidentielle, elle soutient Benoît Hamon au premier tour puis appelle à voter pour Emmanuel Macron au second.
À la suite de sa défaite à l'élection présidentielle de 2022, elle s'oppose à la coalition entre le PS et les autres forces de la NUPES pour les législatives de juin, aux côtés notamment de Carole Delga, de François Hollande et de Bernard Cazeneuve. Elle incarne alors la ligne social-démocrate modérée à l'intérieur du parti.

### Euthanasie
Anne Hidalgo est membre du comité d'honneur de l'Association pour le droit de mourir dans la dignité (ADMD).

### Féminisme
Féministe, elle a une opinion proche du prohibitionnisme au sujet de la prostitution,.
En octobre 2013, au cours d'une émission télévisée, elle déclare avoir « de la bienveillance pour les Femen » et les trouver « émouvantes ». À la suite de nouvelles actions des Femen largement dénoncées par la classe politique, et dans le contexte des élections municipales de 2014 à Paris, elle relativise ses propos par la voix de son directeur de campagne. Le site d'information Le Lab relève néanmoins que « le jour de l'enregistrement de cette émission, les Femen avaient déjà ouvert leur « centre d'entrainement » à Paris et multiplié les actions seins nus, aussi bien pour accueillir Marine Le Pen en Bretagne que dans la cathédrale Notre-Dame de Paris, en février 2013 ».
En mai 2017, elle déclenche une polémique en demandant l'interdiction d'un festival afro-féministe devant se tenir dans un local de la mairie de Paris. Ce dernier comprenait des réunions non-mixtes en partie réservées aux femmes noires. Les organisateurs préciseront par la suite que les ateliers non-mixtes n'avaient pas lieu dans des locaux municipaux mais dans un lieu privé, loué par l'association. Quelques jours plus tard, Anne Hidalgo annonce avoir trouvé une « solution » pour la tenue du festival,.

### Salaire du patronat
En mai 2016, Anne Hidalgo est l'une des signataires d'un « appel des 40 au CAC 40 » qui demande à légiférer sur le salaire du patronat.

### Droits d'auteur

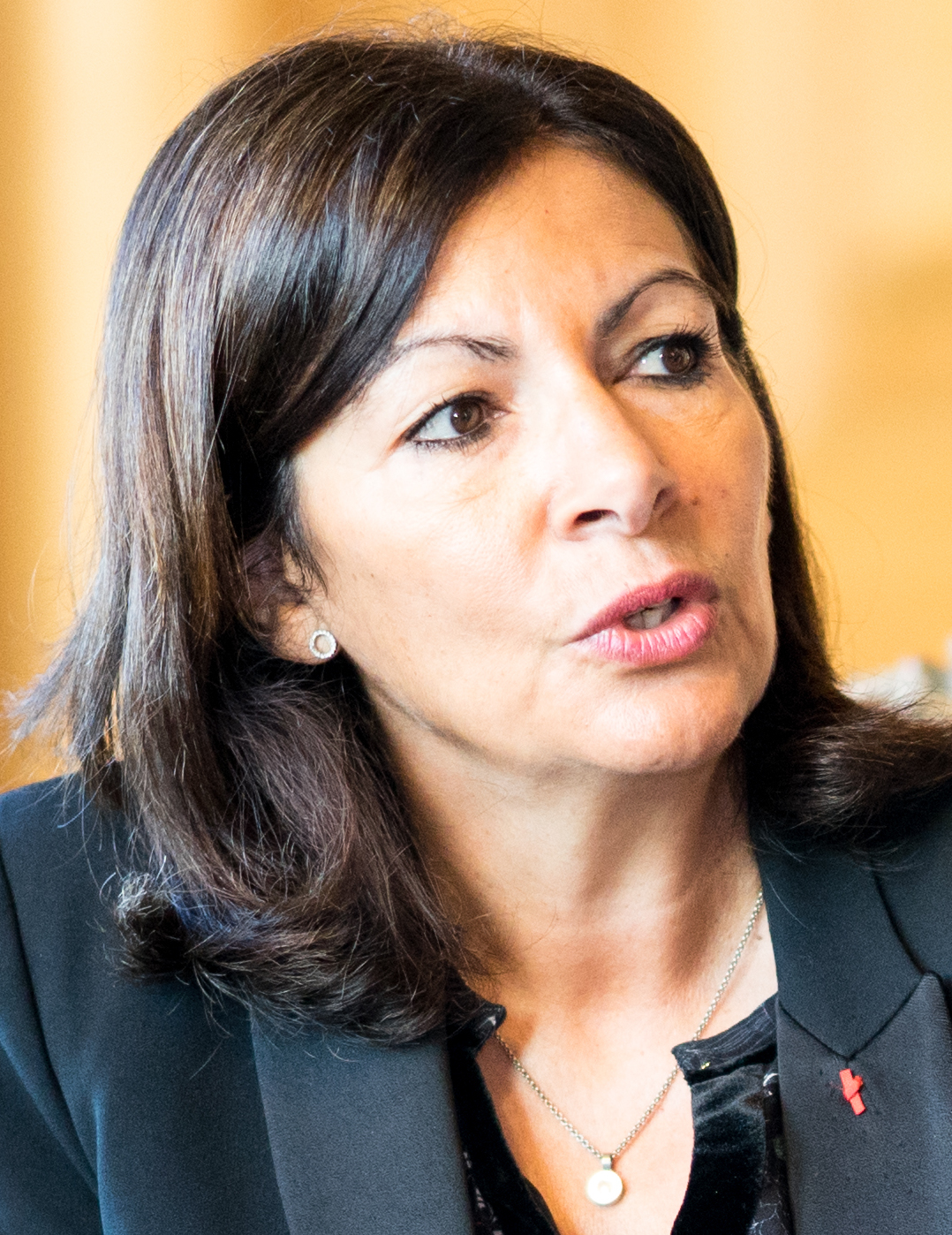
Anne Hidalgo en 2018.

Le 21 décembre 2005, dans le cadre des débats sur la loi relative au droit d'auteur et aux droits voisins dans la société de l'information (loi « DADVSI »), elle prend position contre les amendements du groupe socialiste instaurant la « licence globale » pour le téléchargement. Le 26 décembre elle signe, avec l'adjoint au maire de Paris chargé de la Culture, Christophe Girard, un point de vue dans le journal Le Monde, où elle défend sa position au nom de la diversité culturelle qui serait menacée par la « licence globale ». Cette position sera reprise par François Hollande, premier secrétaire du parti socialiste, et par le groupe socialiste au Sénat, mais pas par le groupe socialiste à l'Assemblée nationale.
Le 3 janvier 2006, elle présente avec la section culture du Parti socialiste un rapport réalisé par Franck Laroze, Pour une solution équitable, rejetant autant les DRM (Digital Rights Management) que la « licence globale ». Les instances dirigeantes du PS préféreront finalement défendre à l'Assemblée nationale l'option de la licence globale prônée par les députés Patrick Bloche, Didier Mathus et Christian Paul.
Elle conteste en 2007 la position de Ségolène Royal sur la licence globale, un mode de rémunération des auteurs d'œuvres disponibles sur Internet par le biais d'un forfait payé par les internautes, estimant que ce n’est pas « la solution ».

### Union européenne
Anne Hidalgo s'engage pour le « oui » au traité établissant une constitution pour l'Europe dans le cadre du référendum de 2005. En 2018, elle attaque la Commission européenne avec les villes de Madrid et de Bruxelles afin de faire annuler un règlement européen sur les normes d'émission de gaz polluants.

### Outre-mer
Anne Hidalgo souhaite que les frais de santé engendrés à la suite d'un empoisonnement au chlordécone soient intégralement remboursés par la Sécurité sociale.
Elle souhaite également lancer un grand développement de l'énergie renouvelable en Outre-mer, et y encourager l'agriculture locale afin de garantir à ces territoires une souveraineté alimentaire.

### Arménie
Anne Hidalgo montre régulièrement son soutien à l'Arménie,. En 2022, elle s'y rend pour soutenir des projets humanitaires à Goris dans le contexte de la guerre du Haut-Karabagh. À cette occasion, elle est photographiée aux côtés de l'ONG controversée SOS Chrétiens d'Orient,.

## Affaires judiciaires

### 2016: Diffamation envers Jean-François Cabestan
Le 25 mai 2016, elle est condamnée à 500 euros d'amende avec sursis et un euro de dommages-intérêts pour avoir diffamé l'architecte Jean-François Cabestan. La cour d'appel de Paris confirme le 9 mars 2017 sa condamnation en reprochant à Anne Hidalgo d'avoir affirmé que Jean-François Cabestan avait utilisé des documents municipaux « à des fins personnelles pour un colloque ».

### 2017: Diffamation envers le Front national
Le 11 mars 2017 le tribunal correctionnel de Paris condamne Anne Hidalgo, en raison de ses propos selon lesquels le Front national aurait « soutenu pendant la guerre la collaboration avec les nazis », à une peine avec sursis de 500 euros d'amende pour diffamation, ainsi qu'un euro de dommages et intérêts et 2 000 euros pour les frais de justice.

### 2023: Accusation de détournement de fonds publics
Anne Hidalgo se rend en Polynésie française du 16 octobre au 5 novembre 2023. Ce voyage a pour objectif, selon la mairie de Paris, de vérifier les installations du site de Teahupo'o à Tahiti où se tiendront les épreuves de surf des Jeux olympiques de 2024. En raison de tensions locales, l'élue est finalement remplacée par son adjoint aux sports Pierre Rabadan, membre de la délégation accompagnant Anne Hidalgo composée de six élus. À partir du 22 octobre, la maire de Paris poursuit à ses frais son séjour en Polynésie jusqu'au 5 novembre afin de rendre visite à sa fille qui vit sur une île de Tahiti, ce que critiquent les élus de l'opposition dénonçant « un voyage alibi » à 60 000 euros,,.
Le 15 novembre 2023, AC!! Association Anti-Corruption porte plainte contre X pour détournement de fonds publics,. Puis le Parquet national financier (PNF) est saisi, à la suite d'un signalement anonyme d'un élu de Paris. Le PNF affirme analyser le signalement et la plainte. Une enquête préliminaire est finalement ouverte en novembre pour prise illégale d'intérêts et détournement de fonds publics.
En mars 2024, des perquisitions sont menées dans les locaux de la mairie de Paris et dans ses annexes par les enquêteurs de la brigade de répression de la délinquance économique de la police judiciaire parisienne.

## Synthèse des résultats électoraux

### Élection présidentielle
| Année | Parti | Parti | 1er tour | 1er tour | 1er tour | 1er tour |
| Année | Parti | Parti | Voix     | %        | Rang     | Issue    |
| ----- | ----- | ----- | -------- | -------- | -------- | -------- |
| 2022  |       | PS    | 616 478  | 1,74     | 10e      | Éliminée |

### Primaire présidentielle
| Année | Parti | Parti | Unique tour | Unique tour | Unique tour | Issue    |
| Année | Parti | Parti | Voix        | %           | Rang        | Issue    |
| ----- | ----- | ----- | ----------- | ----------- | ----------- | -------- |
| 2021  |       | PS    | 15 208      | 72,60       | 1re         | Désignée |

### Élections législatives
| Année | Parti        | Parti | Circonscription | 1er tour | 1er tour | 1er tour | 2d tour | 2d tour | 2d tour | Issue  |
| Année | Parti        | Parti | Circonscription | Voix     | %        | Rang     | Voix    | %       | Rang    | Issue  |
| ----- | ------------ | ----- | --------------- | -------- | -------- | -------- | ------- | ------- | ------- | ------ |
| 2002  |              | PS    | 12e de Paris    | 12 939   | 29,62    | 2e       |         |         |         | Battue |
| 2007  | 13e de Paris | PS    | 13 004          | 28,21    | 2e       | 18 071   | 43,26   | 2e      | Battue  |        |

### Élections régionales
Les résultats ci-dessous concernent uniquement les élections où elle est tête de liste.
| Année | Liste      | Liste         | Région                        | Département     | 1er tour | 1er tour | 2d tour | 2d tour | Sièges obtenus |
| Année | Liste      | Liste         | Région                        | Département     | %        | Rang     | %       | Rang    | Sièges obtenus |
| ----- | ---------- | ------------- | ----------------------------- | --------------- | -------- | -------- | ------- | ------- | -------------- |
| 2004  |            | PS-LV-PRG-MRC | Île-de-France (listes Huchon) | Paris (Hidalgo) | 37,24    | 1re      | 50,44   | 1re     | 27 / 41        |
| 2010  | PS-PRG-MRC | 26,26         | Île-de-France (listes Huchon) | Paris (Hidalgo) | 2e       | 57,95    | 1re     | 28 / 41 |                |

### Élections municipales
Les résultats ci-dessous concernent uniquement les élections où elle est tête de liste.
| Année | Liste                | Liste          | Commune   | 1er tour | 1er tour | 1er tour | 2d tour | 2d tour | 2d tour   | Sièges obtenus | Sièges obtenus | Sièges obtenus |
| Année | Liste                | Liste          | Commune   | Voix     | %        | Rang     | Voix    | %       | Rang      | CA             | CP             | MGP            |
| ----- | -------------------- | -------------- | --------- | -------- | -------- | -------- | ------- | ------- | --------- | -------------- | -------------- | -------------- |
| 2001  |                      | PS-PCF-PRG-MDC | Paris 15e | 19 970   | 27,23    | 1re      | 30 581  | 41,12   | 2e        | 7 / 34         | 3 / 17         |                |
| 2008  | 28 313               | PS-PCF-PRG-MDC | Paris 15e | 35,87    | 1re      | 38 479   | 47,35   | 2e      | 8 / 34    | 4 / 17         |                |                |
| 2014  | PS-PCF-PRG-GU        | 23 336         | Paris 15e | 29,10    | 2e       | 29 563   | 36,62   | 2e      | 6 / 36    | 3 / 18         |                |                |
| 2014  | PS-PCF-PRG-GU        | Ville de Paris | 233 808   | 34,40    | 2e       | 305 681  | 53,33   | 1re     | 194 / 364 | 91 / 163       |                |                |
| 2020  | PS-PCF-G·s-PP-ND-GRS | Ville de Paris | 162 219   | 29,33    | 1re      | 224 790  | 48,49   | 1re     | 186 / 340 | 96 / 163       | 36 / 60        |                |

## Distinctions

### Décorations

#### Françaises
- Officier de la Légion d'honneur (2025)[344].
  - Faite chevalier de l'ordre le 18 septembre 2012, elle est promue au grade d'officier le 29 janvier 2025 au titre de « maire de Paris, présidente d'une société de livraison d'ouvrages olympiques »[345].
- Officier de l'ordre national du Mérite (nommée directement officier, 2016)[346].

#### Étrangères
- Grand-croix de l'ordre du Mérite civil (Espagne, 2015)[347].
- Commandeur de l'ordre d'Isabelle la Catholique (Espagne, 2010)[348],[349].
- Ruban d'or et collier d'argent de l'ordre du Soleil levant (Japon, 2021)[350].
- Grand-officier de l'ordre de l'Aigle Aztèque (Mexique, 2016)[351].
- Grand-officier de l'ordre national du Lion (Sénégal, 2016)[352],[353].
- Commandeur de l'ordre royal de l'Étoile polaire (Suède, 2014)[354].

#### Internationales
- Ordre olympique échelon argent (Comité international olympique), le 12 août 2024[355].

### Hommage
- En 2014, elle est désignée « personnalité de l'année » par l'édition espagnole du magazine Vanity Fair[356].
- En 2024, elle fait partie des 25 femmes les plus influentes du monde en 2024 selon le Financial Times[357].

## Au cinéma
Anne Hidalgo apparaît en 2022 dans le film Notre-Dame brûle, où elle joue son propre rôle de maire de Paris.
Dans le film Sous la Seine, (2024), la maire de Paris — dont le rôle est inspiré d'Anne Hidalgo — est interprétée par Anne Marivin.

## Publications
- coécrit avec Jean-Bernard Senon (préf. Bertrand Delanoë), Une femme dans l'arène, Éditions du Rocher, 2006 (ISBN 2-2680-5961-8).
- coécrit avec Jean-Bernard Senon, Travail au bord de la crise de nerfs, Flammarion, 2010 (ISBN 2-0812-4522-1).
- Mon combat pour Paris : quand la ville ose, Flammarion, 2013, 267 p. (ISBN 978-2-08-127769-4).
- en collaboration avec Antoine Leiris, Respirer, Éditions de l'Observatoire, 2018, 83 p. (ISBN 979-10-329-0351-3).
- en collaboration avec Antoine Leiris, Le Lieu des possibles, Éditions de l'Observatoire, 2019, 143 p. (ISBN 979-10-329-0670-5).
- Une femme française, Éditions de l'Observatoire, 2021 (ISBN 1-0329-2051-3).
- Résister. Le pari de l'espoir, Éditions de l'Observatoire, 2025.